# Marc Duez
Marc Duez (Verviers, 18 aprile 1957) è un pilota di rally e pilota automobilistico belga.

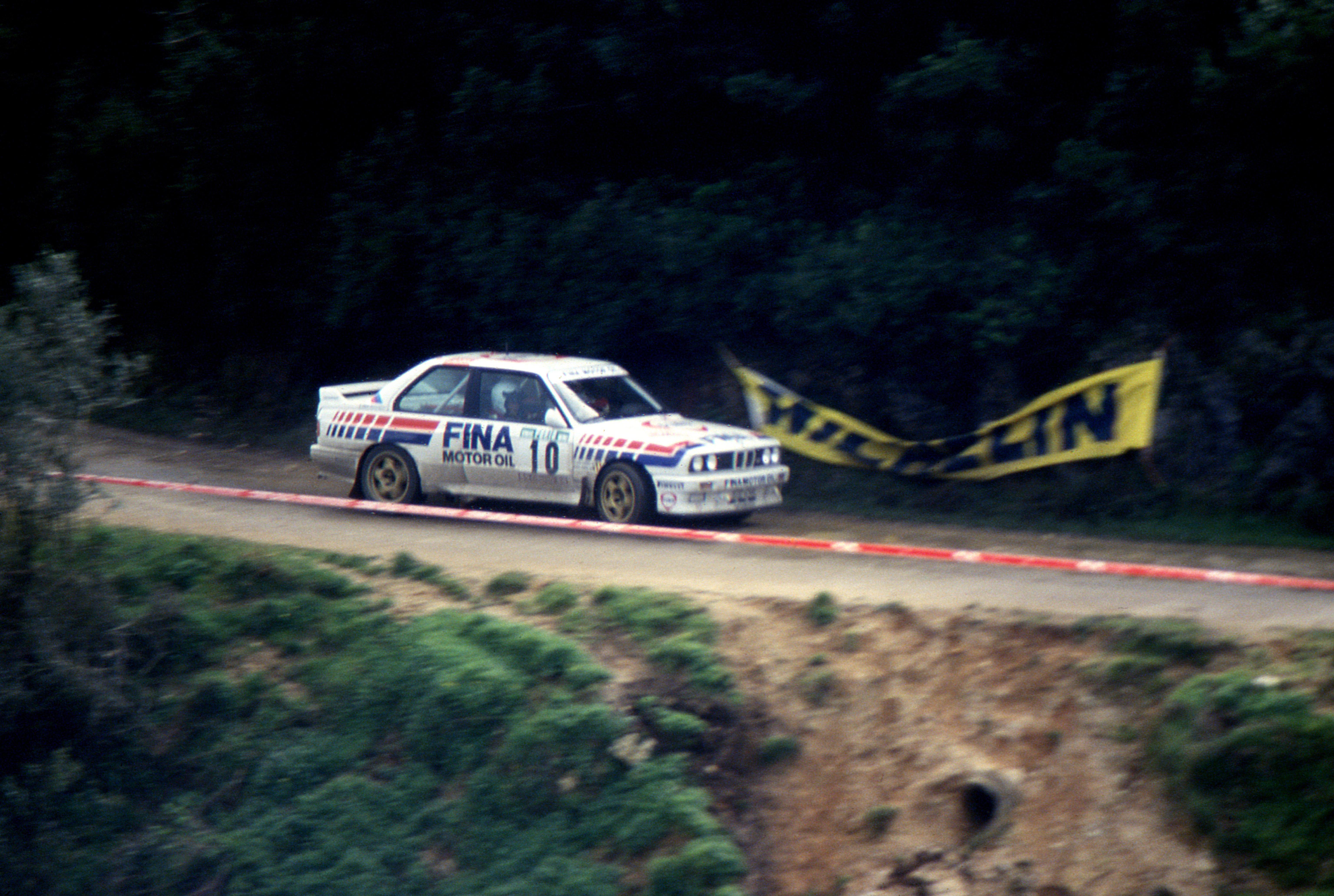
Marc Duez al Rally del Portogallo 1989 su BMW M3 E30

Vincitore quattro volte della 24 Ore del Nürburgring e tre volte della 24 Ore di Spa, ha anche partecipato alla 24 Ore di Le Mans e all'Andros Trophy. Ha preso parte 12 volte alla storica gara di durata francese, arrivando 3 volte secondo e una volta terzo. Nel 2015 su una Porsche 996 GT3 è arrivato terzo nella classifica finale del campionato FIA R-GT Cup.

## Palmarès
- Race of Champions Classic Master 1995
- 24 Ore del Nürburgring 1992, 1995, 1998, 1999
- 24 Ore di Spa 1997, 1998, 2001
- Rally di Monte Carlo 1999 (Gruppo N)

## Risultati nel mondiale rally

### WRC
| 1983 | Scuderia               | Vettura         |  |  |    |  |  |  |  |  |  |  |  |     |  |  |  |  | Punti | Pos. |
| ---- | ---------------------- | --------------- |  |  | -- |  |  |  |  |  |  |  |  | --- |  |  |  |  | ----- | ---- |
| 1983 | Royale Ecurie Ardennes | Opel Manta GT/E |  |  | 16 |  |  |  |  |  |  |  |  | Rit |  |  |  |  | 1     | 59º  |

| 1986 | Scuderia         | Vettura      |  |  |     |  |  |  |  |  |  |  |  |     |  |  |  |  | Punti | Pos. |
| ---- | ---------------- | ------------ |  |  | --- |  |  |  |  |  |  |  |  | --- |  |  |  |  | ----- | ---- |
| 1986 | Austin Rover WRT | MG Metro 6R4 |  |  | Rit |  |  |  |  |  |  |  |  | Rit |  |  |  |  | 0     |      |

| 1987 | Scuderia     | Vettura    |  |  |  |  |   |  |  |  |  |  |  |  |  |  |  |  | Punti | Pos. |
| ---- | ------------ | ---------- |  |  |  |  | - |  |  |  |  |  |  |  |  |  |  |  | ----- | ---- |
| 1987 | Prodrive BMW | BMW M3 E30 |  |  |  |  | 6 |  |  |  |  |  |  |  |  |  |  |  | 6     | 36º  |

| 1988 | Scuderia           | Vettura    |  |  |  |  |     |  |  |  |  |  |  |  |  |  |  |  | Punti | Pos. |
| ---- | ------------------ | ---------- |  |  |  |  | --- |  |  |  |  |  |  |  |  |  |  |  | ----- | ---- |
| 1988 | Bastos Racing Team | BMW M3 E30 |  |  |  |  | Rit |  |  |  |  |  |  |  |  |  |  |  | 0     |      |

| 1989 | Scuderia | Vettura    |  |   |   |  |   |  |  |  |    |  |   |  |  |  |  |  | Punti | Pos. |
| ---- | -------- | ---------- |  | - | - |  | - |  |  |  | -- |  | - |  |  |  |  |  | ----- | ---- |
| 1989 | BMW Fina | BMW M3 E30 |  | 8 | 5 |  | 6 |  |  |  | 12 |  | 7 |  |  |  |  |  | 21    | 13º  |

| 1990 | Scuderia             | Vettura                                               |  |   |  |     |  |  |  |  |  |    |  |     |  |  |  |  | Punti | Pos. |
| ---- | -------------------- | ----------------------------------------------------- |  | - |  | --- |  |  |  |  |  | -- |  | --- |  |  |  |  | ----- | ---- |
| 1990 | Ford Fina Rally Team | Ford Sierra RS Cosworth e Ford Sierra RS Cosworth 4x4 |  | 8 |  | Rit |  |  |  |  |  | 14 |  | Rit |  |  |  |  | 3     | 47º  |

| 1991 | Scuderia         | Vettura                    |    |  |     |  |   |  |  |  |  |  |  |  |  |   |  |  | Punti | Pos. |
| ---- | ---------------- | -------------------------- | -- |  | --- |  | - |  |  |  |  |  |  |  |  | - |  |  | ----- | ---- |
| 1991 | Toyota Fina Team | Toyota Celica GT-4 (ST165) | 11 |  | Rit |  | 4 |  |  |  |  |  |  |  |  | 8 |  |  | 13    | 16º  |

| 1998 | Scuderia                | Vettura                                                                   |    |  |  |     |  |  |  |  |  |  |    |     |  |  |  |  | Punti | Pos. |
| ---- | ----------------------- | ------------------------------------------------------------------------- | -- |  |  | --- |  |  |  |  |  |  | -- | --- |  |  |  |  | ----- | ---- |
| 1998 | Team Gamma e SEAT Sport | Mitsubishi Carisma GT Evo IV e Seat Ibiza Kit Car Evo2 e SEAT Córdoba WRC | 20 |  |  | Rit |  |  |  |  |  |  | 16 | Rit |  |  |  |  | 0     |      |

| 1999 | Scuderia   | Vettura                     |    |  |  |  |  |  |  |  |  |  |  |  |  |  |  |  | Punti | Pos. |
| ---- | ---------- | --------------------------- | -- |  |  |  |  |  |  |  |  |  |  |  |  |  |  |  | ----- | ---- |
| 1999 | Team Gamma | Mitsubishi Carisma GT Evo V | 10 |  |  |  |  |  |  |  |  |  |  |  |  |  |  |  | 0     |      |

| 2014 | Scuderia | Vettura             |     |  |  |  |  |  |  |  |  |  |  |  |  |  |  |  | Punti | Pos. |
| ---- | -------- | ------------------- | --- |  |  |  |  |  |  |  |  |  |  |  |  |  |  |  | ----- | ---- |
| 2014 |          | Porsche 996 GT3 RGT | Rit |  |  |  |  |  |  |  |  |  |  |  |  |  |  |  | 0     |      |

| 2015 | Scuderia | Vettura             |    |  |  |  |  |  |  |  |  |  |  |  |  |  |  |  | Punti | Pos. |
| ---- | -------- | ------------------- | -- |  |  |  |  |  |  |  |  |  |  |  |  |  |  |  | ----- | ---- |
| 2015 |          | Porsche 996 GT3 RGT | 40 |  |  |  |  |  |  |  |  |  |  |  |  |  |  |  | 0     |      |

| 2021 | Scuderia | Vettura               |  |  |  |  |  |  |  |    |  |  |  |  |  |  |  |  | Punti | Pos. |
| ---- | -------- | --------------------- |  |  |  |  |  |  |  | -- |  |  |  |  |  |  |  |  | ----- | ---- |
| 2021 |          | Alpine A110 Rally RGT |  |  |  |  |  |  |  | 31 |  |  |  |  |  |  |  |  | 0     |      |

| Legenda | 1º posto | 2º posto | 3º posto | A punti | Senza punti | Ritirato | Squalificato | NP=Non partito C=Gara cancellata | Apice=Power stage |

### Gruppo N
| 1998 | Scuderia   | Vettura                      |   |  |  |  |  |  |  |  |  |  |  |  |  |  |  |  | Punti | Pos. |
| ---- | ---------- | ---------------------------- | - |  |  |  |  |  |  |  |  |  |  |  |  |  |  |  | ----- | ---- |
| 1998 | Team Gamma | Mitsubishi Carisma GT Evo IV | 4 |  |  |  |  |  |  |  |  |  |  |  |  |  |  |  | 3     | 22º  |

| 1999 | Scuderia   | Vettura                     |   |  |  |  |  |  |  |  |  |  |  |  |  |  |  |  | Punti | Pos. |
| ---- | ---------- | --------------------------- | - |  |  |  |  |  |  |  |  |  |  |  |  |  |  |  | ----- | ---- |
| 1999 | Team Gamma | Mitsubishi Carisma GT Evo V | 1 |  |  |  |  |  |  |  |  |  |  |  |  |  |  |  | 13    | 8º   |

| Legenda | 1º posto | 2º posto | 3º posto | A punti | Senza punti | Ritirato | Squalificato | NP=Non partito C=Gara cancellata | Apice=Power stage |